# Pikolo trobenta
Pikolo trobenta, poznana tudi pod imenom Bachova trobenta, je najmanjša iz družine trobent. Bila je prva trobenta, ki je bila izdelana po naravni-baročni trobenti. Uporabljena je predvsem v solistične namene, za igranje baročne glasbe, ki je bila pisana v visoko zvenečem registru.
Piccolo trobente izdelujejo v več uglasitvah, najbolj znani in uporabljeni pa sta uglasitvi A in B, ki jih trobentar doseže z enostavno menjavo glavne ustnične (pipe) cevi. Tako ima dve uglasitvi piccolo trobente v enem inštrumentu.
Piccolo trobenta je odigrala poglavitno vlogo v skladbah Telemanna, Tartinija, Leopolda Mozarta, Torellija in Bacha, ki jo je s pridom uporabil v svojih slavnih Brandenburških koncertih.